# Xanthooestrus
Xanthooestrus är ett släkte av tvåvingar. Xanthooestrus ingår i familjen parasitflugor.
Kladogram enligt Catalogue of Life:
| Xanthooestrus | \| \| Xanthooestrus fastousos \| \| \| \| \| \| Xanthooestrus formosus \| \| \| \| |
|               | \| \| Xanthooestrus fastousos \| \| \| \| \| \| Xanthooestrus formosus \| \| \| \| |
|               | Xanthooestrus fastousos                                                            |
|               |                                                                                    |
|               | Xanthooestrus formosus                                                             |
|               |                                                                                    |